# Свято-Успенський собор (Одеса)
Свято-Успенський собор — один з найбільших православних храмів Московського патріархату в Одесі. З 1936 до закриття в 1937—1938 роках і з середини 1940-х років по 2002 був кафедральним храмом Одеської єпархії. Знаходиться за адресою вул. Преображенська 70.

## Історія

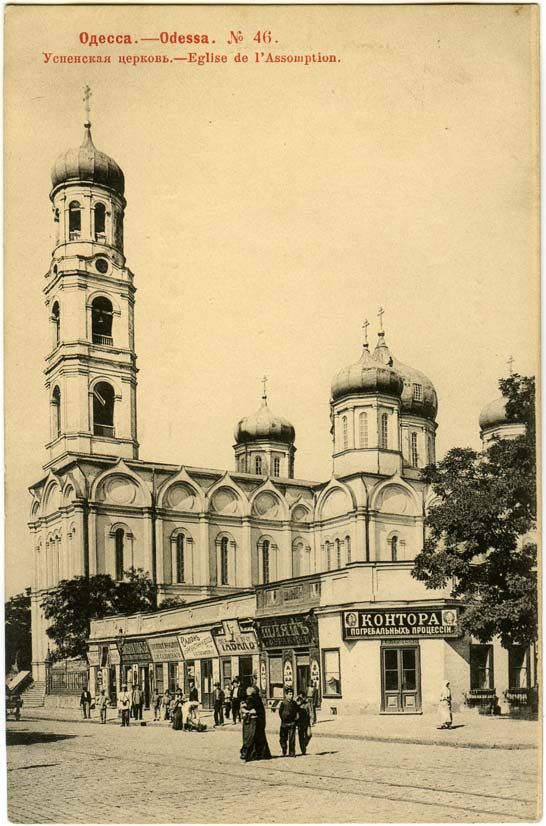
Вигляд собору на початку 20-го століття

На місці сучасного собору існувала старообрядницька каплиця, яку було зведено і освячено 7 липня 1814 року. Вже у 1845 році було розпочато будівництво трьохпрестольного храму, а сучасну будівлю було закладено 17 липня 1855 року архієпископом Херсонським і Таврійським Інокентієм (Борисовим). Кошти на будівництво виділили одеські купці Яків та Микола Черепеннікови, а проєкт розроблений архітектором Луї Отоном. Завершено будівництво в 1869 і 12 квітня того ж року освячено архієпископом Херсонським та Одеським Димитрієм (Муретовим). 19 січня 1875 архієпископ Херсонський і Одеським Леонтій освятив головний приділ нижнього єдиновірського храму в ім'я святителя і чудотворця Миколи — покровителя моряків і мандрівників, а 30 січня — і другий боковий вівтар — в ім'я трьох святителів: Василія Великого, Григорія Богослова і Івана Золотоустого. За деякий час мешканці Москви пожертвували на нижній храм Одеської Свято-Успенської церкви ікони та богослужбову начиння.
Наприкінці 1930-х років, під час радянської окупації, храм був закритий. Під час Німецько-радянської війни верхній храм сильно постраждав — в центральний купол влучила німецька бомба. Нижній храм був затоплений водою на 1,5 метра. У 1942 році румунська влада відновили діяльність нижнього храму, для чого довелося кілька днів відкачувати з нього воду. Після закінчення бойових дій величезну роль у відновленні храму зіграли архієпископ Никон, митрополит Борис і патріарх Алексій I Симанський.
30 жовтня 2009 року рішенням Одеської обласної ради будівля собору передано Одеської єпархії Української Православної Церкви. За цей час було удосконалено систему опалення, храм прикрасили новими настінними розписами. Проєктувальниками розпису Верхнього храму стали Володимир Борисов і Ростислав Антонов. Розписи виконані художниками — Віталієм і Данилом Хомницькими.

## Устрій і архітектура

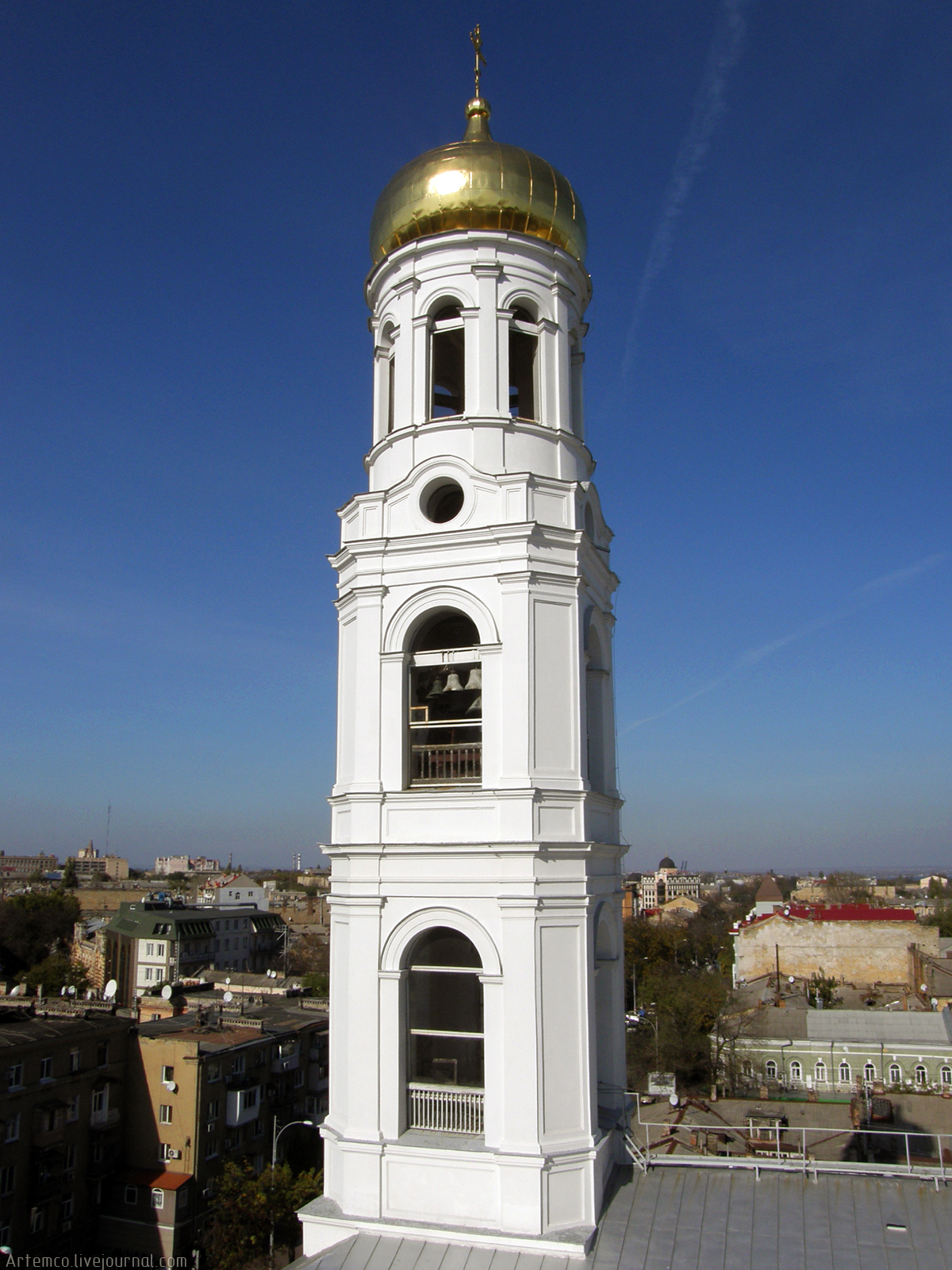
Дзвіниця храму

Висота храму разом з дзвіницею складає 56 метрів; загальна місткість будівлі — 5000 чоловік. Храм складається з двох відділень: верхнього і нижнього, з трьома престолами в кожному. Південний приділ верхньої церкви освячено на честь Покрови Пресвятої Богородиці, а північний — в ім'я Акафіста. В нижньому храмі північний приділ освячений в ім'я Трьох Святителів.

## Святині

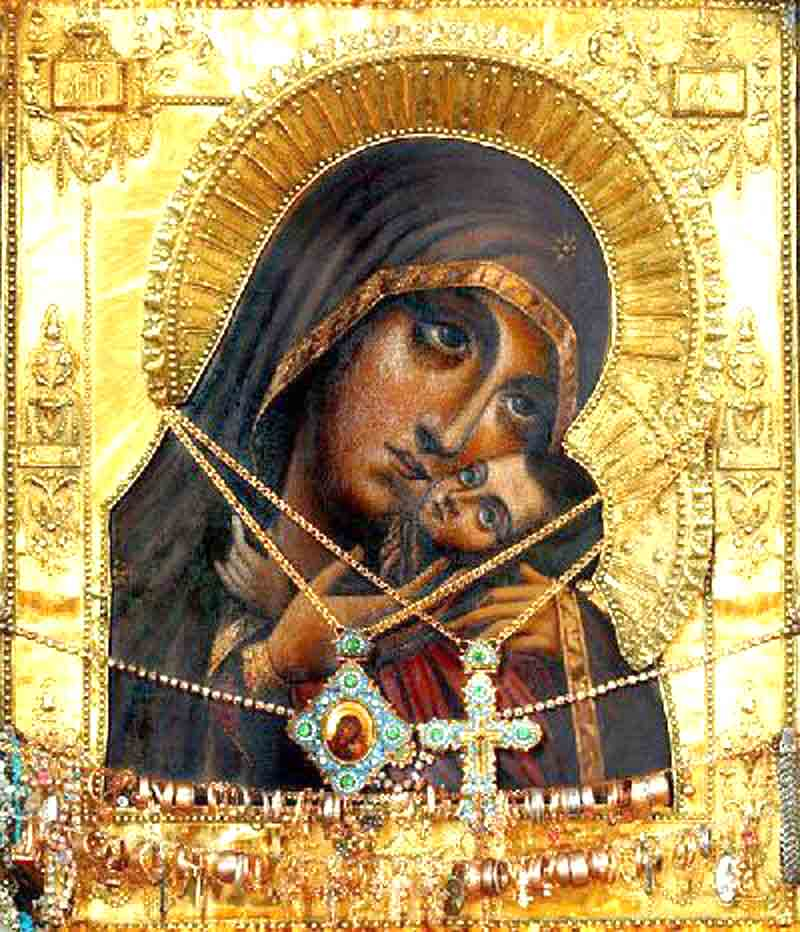
Касперовська ікона Божої Матері

Шанована як чудотворна Касперовська ікона Божої Матері, принесена вперше в Одесу у 1854 році з села Касперова.
До 2007 року тут покоївся прах архієпископа Інокентія Херсонського.
У нижньому храмі Свято-Успенського кафедрального собору знаходяться мощі праведного Іони Одеського, який за словами сучасників вивів на світло безліч різних образів святості. Отець Іона володів даром пророцтва і зцілення душевних і тілесних ран. Хрест, яким він святив воду, досі зберігається в соборі і є однією з найшанованіших у народі святинь.